# Kányaháza község
Kányaháza község (románul: Comuna Călinești-Oaș) község Szatmár megyében, Romániában. Központja Kányaháza, beosztott falvai Avaslekence, Kakáktelep, Nagylegelő.

## Népessége
A 2011-es népszámlálás adatai alapján a község népessége 4811 fő volt.